# Рада азійських лібералів та демократів
Рада лібералів та демократів Азії – це регіональна організація ліберально-демократичних політичних партій Азії.

## Довідкова інформація
Рада була створена 15 жовтня 1993 року на зустрічі в Тайбеї, Тайвань. До нього входять дев'ять партій-членів, один асоційований член та одна партія зі статусом спостерігача. Нині багато демократів у Азії підтримують відносини з CALD. CALD також відкрила своє членство для однодумців і регулярно взаємодіє з політичними партіями Японії та Південної Кореї, які не є членами організації, з якими вона поділяє ті самі демократичні цінності. Демократична партія Японії – один із таких прикладів. З іншого боку, для зручності окремих членів вони приймають і індивідуальних членів, як це відбувається в Гонконгу. Демократична партія Гонконгу представлена в CALD Мартіном Лі та Сін Чунг Каєм. Третім індивідуальним членом CALD став екс-президент Індонезії Абдуррахман Вахід (1940-2009). Аун Сан Су Чжі та Корасон Акіно (1933-2009) є почесними членами CALD.

## Дійсні члени
| Країна           | Найменування                               | Уряд                               | Політичне крило  |
| ---------------- | ------------------------------------------ | ---------------------------------- | ---------------- |
| Камбоджа         | Камбоджійський національний рух порятунку  | у вигнанні                         | Центр            |
| Індонезія        | Індонезійська демократична партія боротьби | старша партія в урядовій коаліції  | Центрально-ліва  |
| Індонезія        | Партія національного пробудження           | молодша партія в урядовій коаліції | Центр            |
| Малайзія         | Партія Геракан Рак'ят Малайзія             | в уряді                            | Центр            |
| Монголія         | Громадянська воля - Партія зелених         | позапарламентська опозиція         | Центр            |
| Філіппіни        | Ліберальна партія Філіппін                 | опозиція                           | Центрально-ліва  |
| Сінгапур         | Демократична партія Сінгапуру              | позапарламентська опозиція         | Центрально-ліва  |
| Республіка Китай | Демократична прогресивна партія            | в уряді                            | Центрально-ліва  |
| Таїланд          | Демократична партія Таїланду               | молодша партія в урядовій коаліції | Центрально-права |

## Сторони наглядачів
| Країна | Найменування                             | Уряд                        | Політичне крило |
| ------ | ---------------------------------------- | --------------------------- | --------------- |
| М'янма | Національна ліга за демократію           | під владою військової хунти | Центрально-ліва |
| Японія | Конституційно-демократична партія Японії | опозиція                    | Центрально-ліва |